# Sidua Bahal
Sidua Bahal is een bestuurslaag in het regentschap Tapanuli Utara van de provincie Noord-Sumatra, Indonesië. Sidua Bahal telt 196 inwoners (volkstelling 2010).